# Liste von beschränkt haftenden und Privatgesellschaftsformen
Die Liste beschränkt haftender und privatrechtliche Gesellschaftsformen erfasst die weltweit bestehenden, ehemaligen oder geplanten Unternehmensformen von beschränkt haftenden und Privatgesellschaften. Nicht mehr oder noch nicht bestehende Rechtsformen werden dabei kursiv dargestellt.

## Liste
| Staat                   | Name der Rechtsform                                                                                | Abkürzung                  | Anzahl vor 2000                                           | Anzahl 2001–2010                  | Mindestkapital (1996)                                               | Mindestkapital          |
| ----------------------- | -------------------------------------------------------------------------------------------------- | -------------------------- | --------------------------------------------------------- | --------------------------------- | ------------------------------------------------------------------- | ----------------------- |
| Ägypten                 | |                            |                                                           |                                   | 15.000 US-$/50.000 £E                                               |                         |
| Albanien                | Shoqeri Pergjegjesi te Kufizuar                                                                    | ShPK                       |                                                           |                                   |                                                                     |                         |
| Andorra                 | Societat Limitada                                                                                  | SL                         |                                                           |                                   |                                                                     |                         |
| Argentinien             | Sociedad de responsabilidad limitada                                                               |                            |                                                           |                                   | 0                                                                   |                         |
| Australien              | |                            |                                                           |                                   | 0                                                                   |                         |
| Belgien                 | besloten vennootschap met beperkte aansprakelijkheid                                               | GmbH PGmbH AG eGen         | 163.000 (1992)/211.300 (1996)                             |                                   | 26.000 US-$ (750.000 Fr.)                                           |                         |
| Bolivien                | |                            |                                                           |                                   | 11.000 US-$ (50.000 B)                                              |                         |
| Bosnien und Herzegowina | Društvo s ograničenom odgovornošću                                                                 | d.o.o.                     |                                                           |                                   |                                                                     |                         |
| Brasilien               | Sociedade por Quotas de Responsabilidade Limitada, seit 2003: Sociedade Limitada                   |                            |                                                           |                                   |                                                                     |                         |
| Bulgarien               | Дружество с ограничена отговорност                                                                 | ООД bzw. ЕООД              |                                                           |                                   | 800 US-$ (50.000 L)                                                 |                         |
| Chile                   | |                            |                                                           |                                   | 0                                                                   |                         |
| Volksrepublik China     | |                            |                                                           |                                   | abhängig vom Gesellschaftsziel                                      |                         |
| Dänemark                | Anpartsselskaber                                                                                   |                            | 61.000 (1990)                                             |                                   | 35.000 US-$ (200.000 Kr)                                            |                         |
| Deutschland             | Gesellschaft mit beschränkter Haftung und Unternehmergesellschaft (haftungsbeschränkt) (seit 2008) | GmbH/UG                    | 466.000 (1992)/750.000 (1996)                             | 1.016.000 (2010, inkl. 23.400 UG) | 30.000 US-$ (50.000 DM)                                             | 25.000 €/1 €            |
| Estland                 | Osaühing                                                                                           | OÜ                         |                                                           |                                   |                                                                     |                         |
| Finnland                | Osakeyhtiö                                                                                         | Oy                         |                                                           |                                   |                                                                     |                         |
| Frankreich              | Société à responsabilité limitée                                                                   | SARL                       | 321.000 (1992)                                            |                                   | 10.000 US-$ (50.000 F)                                              |                         |
| Georgien                | შეზღუდული პასუხისმგებლობის საზოგადოება                                                             | შპს                        |                                                           |                                   |                                                                     |                         |
| Griechenland            | Etairia periorismenis efthynis                                                                     |                            | ca. 7.000 große, ca. 1.500.000 kleine und mittlere (1990) |                                   | 700 US-$ (200.000 Dr)                                               |                         |
| Indonesien              | |                            |                                                           |                                   | 0 (in praxi 10.000.000.000 Ru)                                      |                         |
| Irland                  | Private Company limited by shares und Private Company limited by guarantee                         |                            | 93.000 (1987)                                             |                                   | 0                                                                   |                         |
| Island                  | Einkahlutafélag                                                                                    | Ehf                        |                                                           |                                   |                                                                     |                         |
| Italien                 | Società a responsabilità limitata                                                                  | SRL                        | 390.000 (1992)                                            |                                   | 14.000 US-$ (20 Mio. L)                                             |                         |
| Japan                   | Tokurei-Yûgen-gaisha – „außerordentliche GmbH“ (bis 31. April 2006 Yûgen-gaisha)                   |                            | 746.000 (1989)                                            |                                   | 30.000 US-$ (3 Mio. Y)                                              |                         |
| Kanada                  | |                            | 400.000 (1979)                                            |                                   | 0                                                                   |                         |
| Kroatien                | Društvo s ograničenom odgovornošću                                                                 | d.o.o.                     |                                                           |                                   |                                                                     |                         |
| Kuwait                  | |                            |                                                           |                                   | 350.000 US-$ (100.000 D)                                            |                         |
| Lettland                | Sabiedrība ar ierobežotu atbildību                                                                 | SIA                        |                                                           |                                   |                                                                     |                         |
| Liechtenstein           | Gesellschaft mit beschränkter Haftung                                                              | GmbH                       |                                                           |                                   | 40.000 US-$ (50.000 Fr)                                             |                         |
| Litauen                 | Uždaroji akcinė bendrovė                                                                           | UAB                        |                                                           |                                   |                                                                     |                         |
| Luxemburg               | Société à responsabilité limitée                                                                   | S.à r.l. SARL              |                                                           |                                   | 18.000 US-$ (500.000 Fr)                                            |                         |
| Malaysia                | |                            |                                                           |                                   | 0                                                                   |                         |
| Malta                   | Limited Liability Company                                                                          | LTD                        |                                                           |                                   |                                                                     |                         |
| Nordmazedonien          | Društvo so ograničena odgovornost                                                                  | d.o.o.                     |                                                           |                                   |                                                                     |                         |
| Mexiko                  | Sociedad de responsabilidad limitada                                                               | S. de R. L.                |                                                           |                                   | 1.500 US-$ (5.000 P)                                                |                         |
| Moldau                  | Societate cu Raspundere Limitata                                                                   | SRL                        |                                                           |                                   |                                                                     |                         |
| Namibia                 | Proprietary Limited                                                                                |                            |                                                           |                                   |                                                                     |                         |
| Niederlande             | Besloten vennootschap met beperkte aansprakelijkheid                                               | BV                         | 310.000 (1992)                                            | 365.670 (2019 Q4)                 | 25.000 US-$ (40.000 Fl)                                             | 0.01 US-$ (0,01 EUR)    |
| Oman                    | Limited Liability Company                                                                          | LLC                        |                                                           |                                   |                                                                     | 52.000 US$ (20.000 OMR) |
| Österreich              | Gesellschaft mit beschränkter Haftung                                                              | GmbH                       | 56.000 (1991)/91.000 (1996)                               |                                   | 50.000 US-$ (500.000 S)                                             |                         |
| Paraguay                | |                            |                                                           |                                   | 3 US-$ (5.000 G)                                                    |                         |
| Polen                   | Spółka z ograniczoną odpowiedzialnością                                                            | Sp.z o.o.                  |                                                           |                                   | 440 US-$ (10 Mio. Zl)                                               |                         |
| Portugal                | Sociedade por quotas de responsabilidade limitada                                                  |                            | 180.000 (1994)                                            |                                   | 3.000 US-$ (400.000 Esc)                                            |                         |
| Rumänien                | Societate cu răspundere limitată                                                                   | SRL                        |                                                           |                                   | 60 US-$ (100.000 L)                                                 |                         |
| Russland                | Obschtschestwo s ogranitschennoi otwetstwennostju (Общество с ограниченной ответственностью)       | OOO                        | 230.000 (1996)                                            |                                   | 1.500 US-$ (7.500.00 Rou)                                           |                         |
| Saudi-Arabien           | |                            |                                                           |                                   | 14.000 US-$ (50.000 R)                                              |                         |
| San Marino              | Società a Resposabilitata Limità                                                                   | SrL                        |                                                           |                                   |                                                                     |                         |
| Schweiz                 | Gesellschaft mit beschränkter Haftung                                                              | GmbH                       | 3.000 (1992), 4.500 (1996)                                |                                   | 17.000 US-$ (20.000 Fr); Höchstkapital: 1.700.000 US-$ (2 Mio. Fr.) |                         |
| Serbien                 | Društvo s ograničenom odgovornošću                                                                 | d.o.o.                     |                                                           |                                   |                                                                     |                         |
| Slowakei                | Spoločnosť s ručením obmedzeným                                                                    | s.r.o. oder spol.s r.o.    |                                                           |                                   |                                                                     |                         |
| Slowenien               | Družba z omejeno odgovornostjo                                                                     | d.o.o.                     |                                                           |                                   |                                                                     |                         |
| Singapur                | |                            |                                                           |                                   | 0                                                                   |                         |
| Spanien                 | Sociedad de responsabilidad limitada                                                               |                            | 50.000 (1988)                                             |                                   | 3.800 US-$ (500.000 P)                                              |                         |
| Südafrika               | Proprietary Limited                                                                                |                            |                                                           |                                   |                                                                     |                         |
| Südkorea                | |                            | 3.300 (1990)                                              |                                   | 13.000 US-$ (10 Mio. W)                                             |                         |
| Taiwan                  | |                            |                                                           |                                   | 20.000 US-$ (500.000 NT-$)                                          |                         |
| Tschechien              | Společnost s ručením omezeným                                                                      | s.r.o., oder spol. s. r.o. |                                                           |                                   | 3.500 US-$ (100.000 K)                                              |                         |
| Türkei                  | Limited Şirket                                                                                     |                            |                                                           |                                   |                                                                     |                         |
| Ukraine                 | Towarystwo s Obmeschenoju Widpovidal’nistju                                                        | TOW                        |                                                           |                                   |                                                                     |                         |
| Ungarn                  | Korlátolt felelősségű társaság                                                                     | Kft                        |                                                           |                                   | 9.000 US-$ (3.000.000 Ft)                                           |                         |
| Uruguay                 | |                            |                                                           |                                   | 1.000 US-$ (5.000 P); Höchstkapital: 190.000 US-$ (1 Mio. P)        |                         |
| Venezuela               | |                            |                                                           |                                   | 120 US-$ (20.000 B); Höchstkapital: 12.000 US-$ (2 Mio. B)          |                         |
| Vereinigte Staaten      | Limited Liability Company                                                                          | LLC                        | 3.429.000 (1986)                                          |                                   | 0                                                                   |                         |
| Vereinigtes Königreich  | Private company limited by shares/by guarantee                                                     | PLC                        | 949.000 (1992), 1.100.000 (1996)                          |                                   | 0                                                                   |                         |
| Belarus                 | Obschestvo s Ogranichennoy Otvetstvennostyu                                                        | OOO                        |                                                           |                                   |                                                                     |                         |
| Zypern                  | Etairia Periorismenis Evthinis                                                                     | EPE                        |                                                           |                                   |                                                                     |                         |